# Шолохово (Красносельский район)
Шо́лохово — деревня в Красносельском районе Костромской области России. Административный центр Шолоховского сельского поселения.

## География
Деревня находится в юго-западной части Костромской области, в подзоне южной тайги, на правом берегу реки Стежера, при автодороге 34Н-2, на расстоянии приблизительно 3 км (по прямой) к северо-западу от посёлка городского типа Красное-на-Волге, административного центра района. Абсолютная высота — 109 м над уровнем моря.

### Климат
Климат характеризуется как умеренно континентальный, с продолжительной холодной многоснежной зимой и коротким сравнительно тёплым летом. Среднегодовая температура воздуха — 4,2 °C. Средняя температура воздуха самого холодного месяца (января) — −9 °C (абсолютный минимум — −46 °C); самого тёплого месяца (июля) — 19,5 °C (абсолютный максимум — 37 °С). Продолжительность периода активной вегетации растений (выше 10 °C) составляет примерно 125 дней. Годовое количество атмосферных осадков — 593 мм, из которых большая часть выпадает в тёплый период.

### Часовой пояс
Деревня Шолохово, как и вся Костромская область, находится в часовой зоне МСК (московское время). Смещение применяемого времени относительно UTC составляет +3:00.

## Население
| 2008 | 2010  | 2014  |
| ---- | ----- | ----- |
| 1524 | ↘1434 | ↗1501 |

### Национальный состав
Согласно результатам переписи 2002 года, в национальной структуре населения русские составляли 97 % из 1475 чел.

## Улицы
| - ул. Зелёная, - пер. Зелёный, - пер. Льнозавода, - ул. Молодёжная, | - ул. Новая, - ул. Речная, - ул. Центральная, - ул. Ювелирная. |